# Nat King Cole
Pour les articles homonymes, voir Nat, King et Cole.
 (décembre 2022).
Si vous disposez d'ouvrages ou d'articles de référence ou si vous connaissez des sites web de qualité traitant du thème abordé ici, merci de compléter l'article en donnant les références utiles à sa vérifiabilité et en les liant à la section « Notes et références ».
Nat King Cole (de son véritable nom Nathaniel Adams Coles) est un chanteur et pianiste américain de jazz et de rhythm and blues né le 17 mars 1919 à Montgomery (Alabama) et mort le 15 février 1965 à l'âge de 45 ans à Santa Monica (Californie). 
Associé au courant du jazz vocal, il est un des plus importants et célèbres crooners des années 1950 et de l'histoire du jazz, avec près de 50 millions de disques vendus en 30 ans de carrière internationale.

## Biographie

### Jeunes années

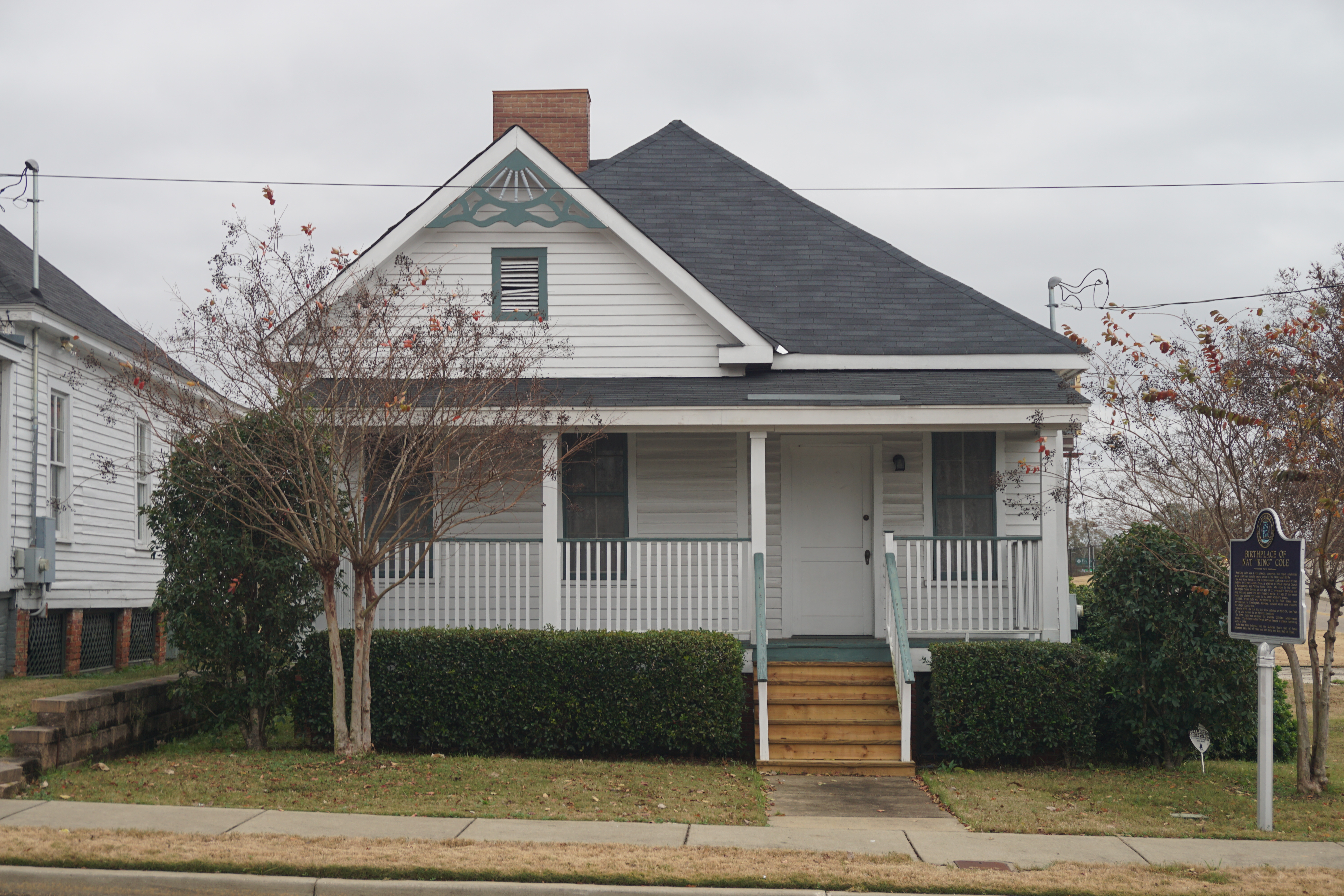
Sa maison de naissance de Montgomery en Alabama.

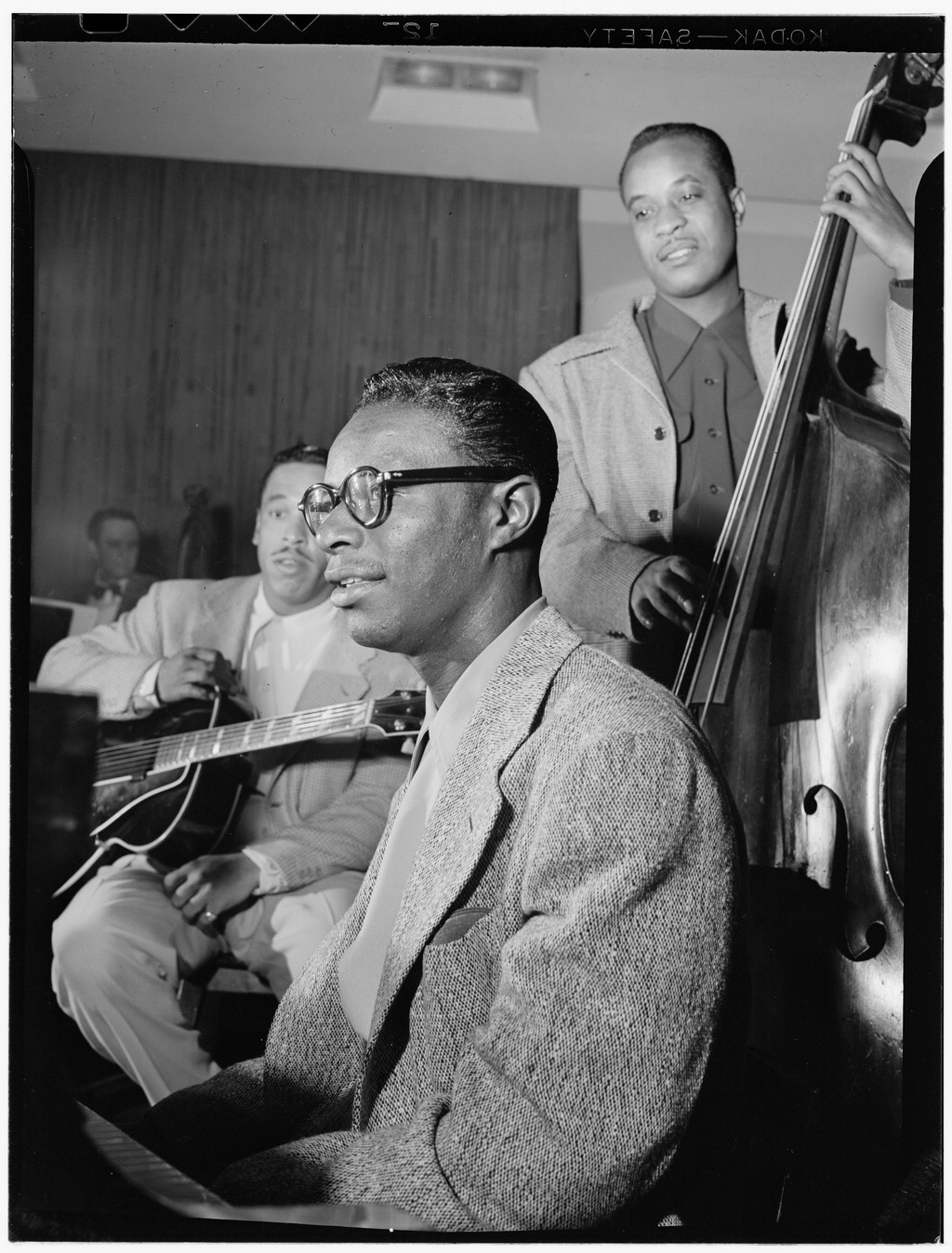
À New York en 1946, avec Oscar Moore et Wesley Prince, de son Nat King Cole Trio.

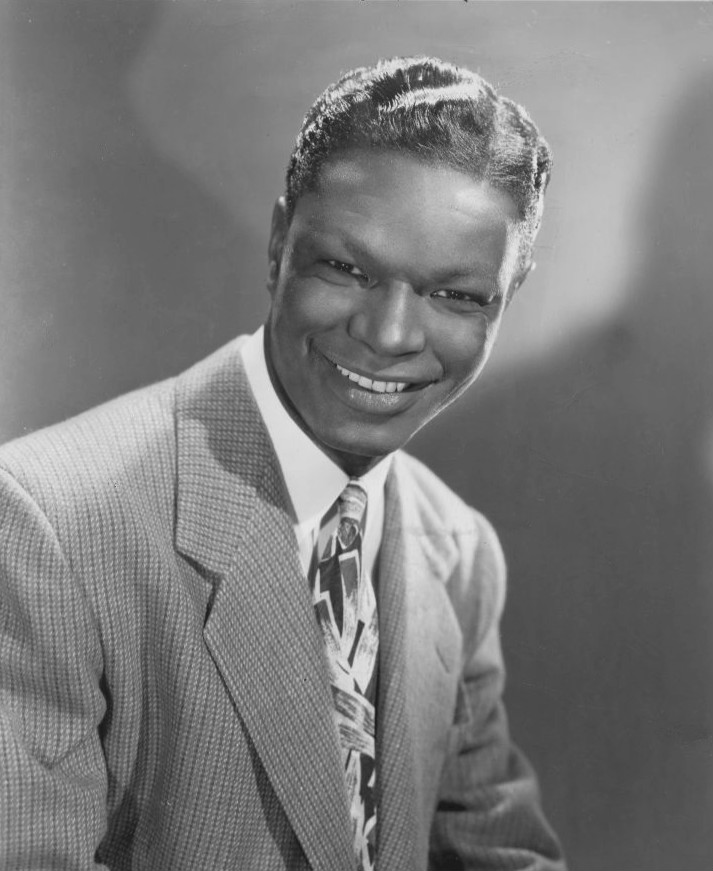
En 1947.

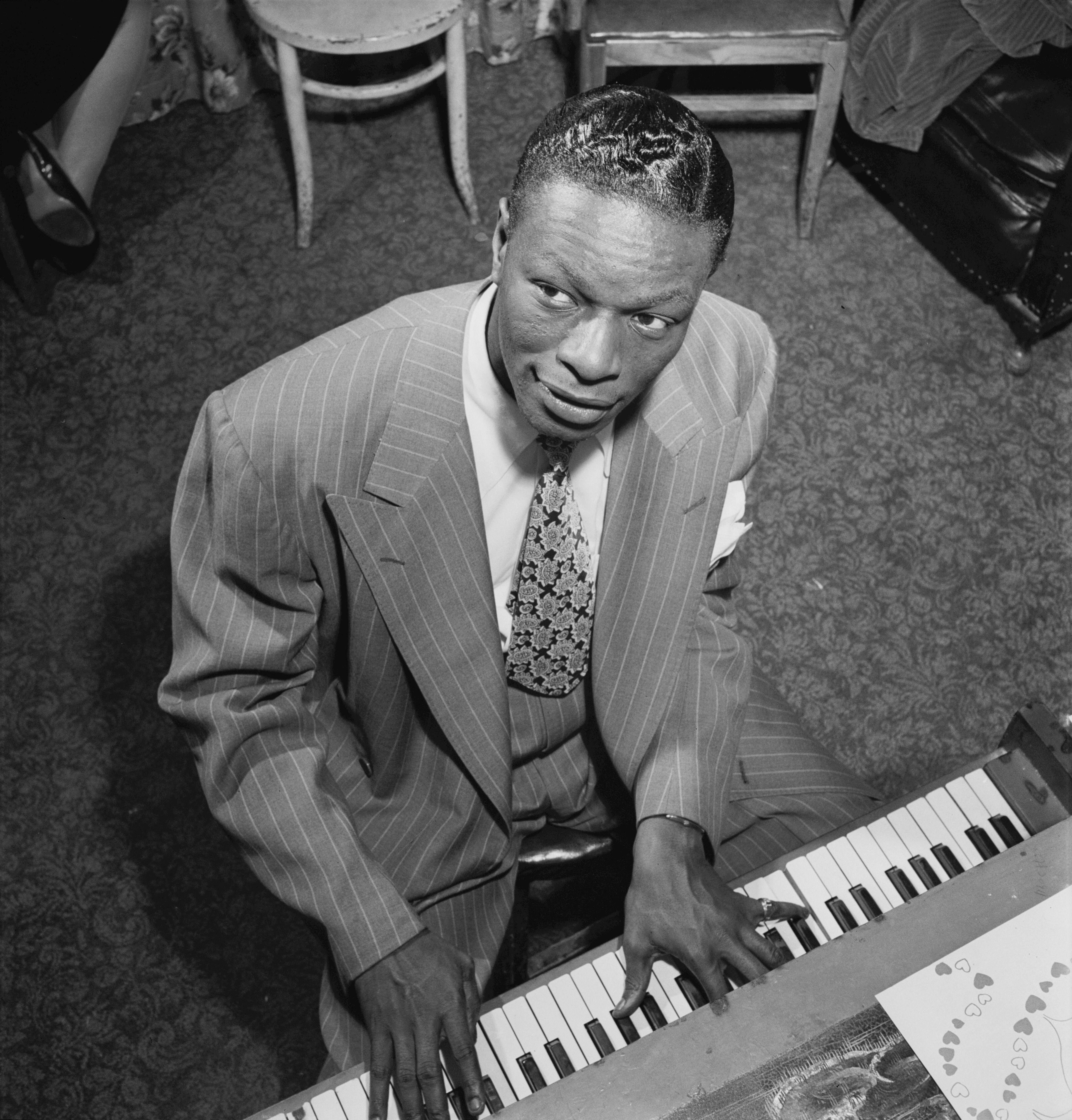
À New York en 1947.

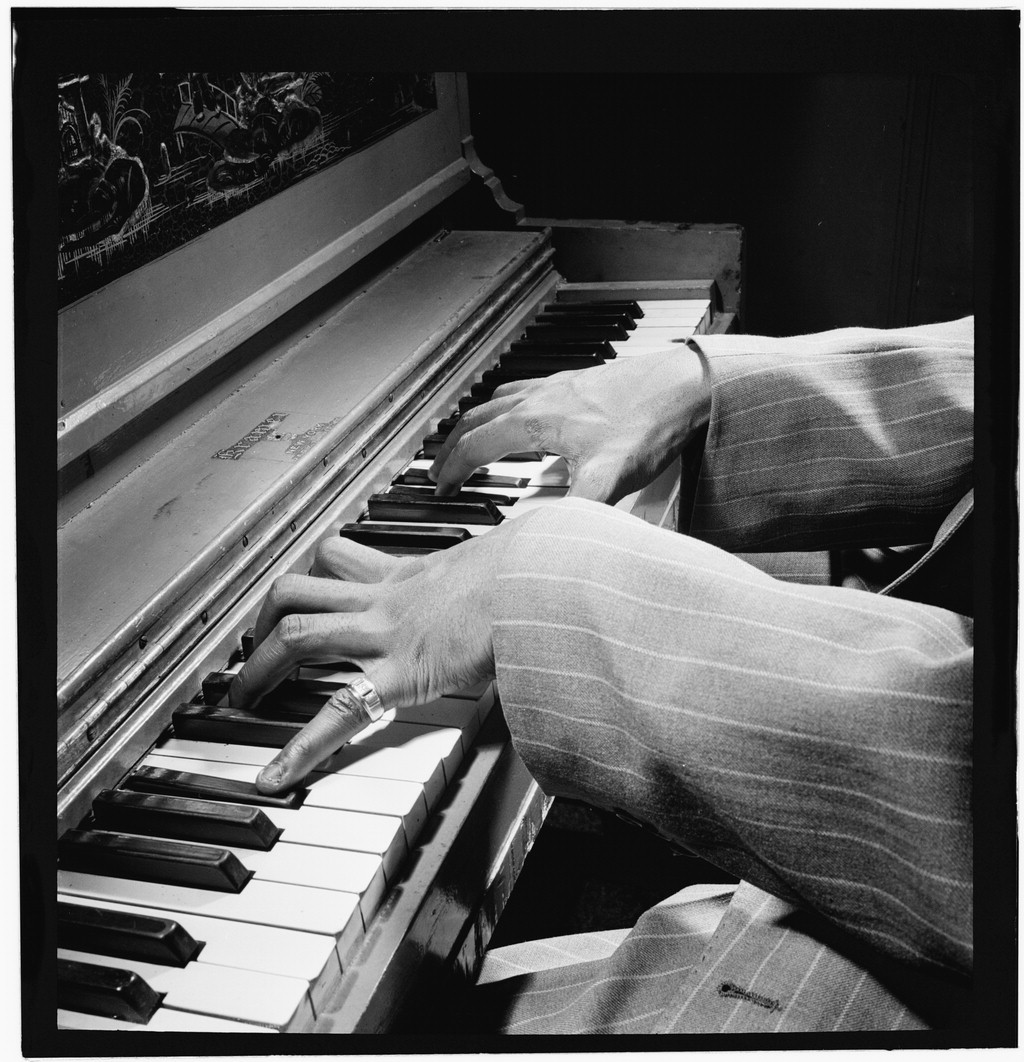
À New York en 1947.

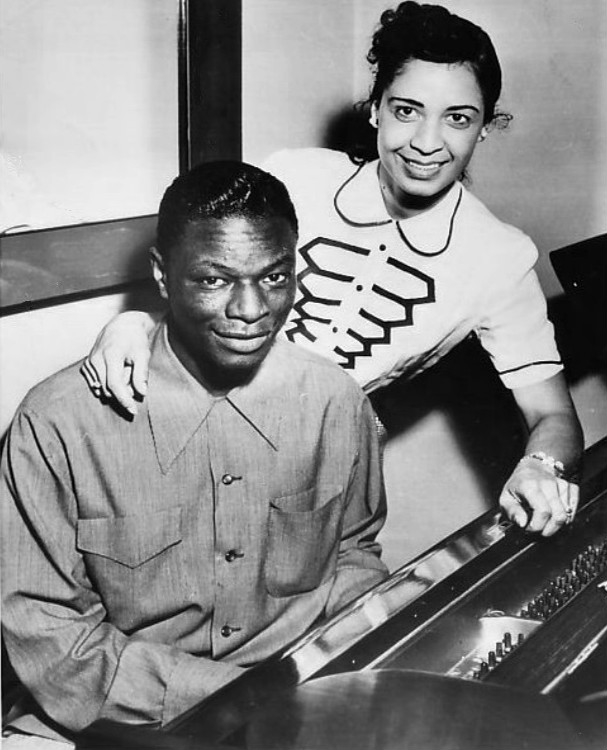
En 1951 avec son épouse Maria King Cole, chanteuse de jazz du big band de Duke Ellington.

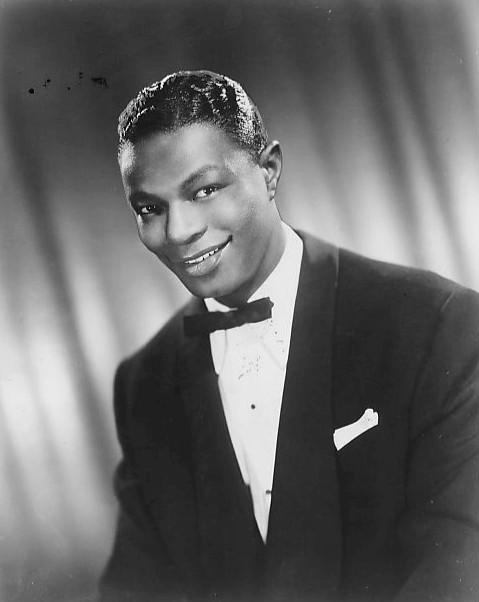
En 1952.

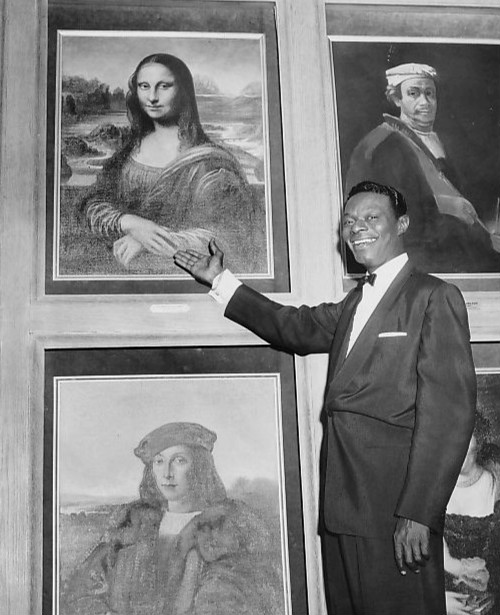
Avec Mona Lisa de Léonard de Vinci, en 1957 à lEden Roc Miami Beach Hotel, en Floride.

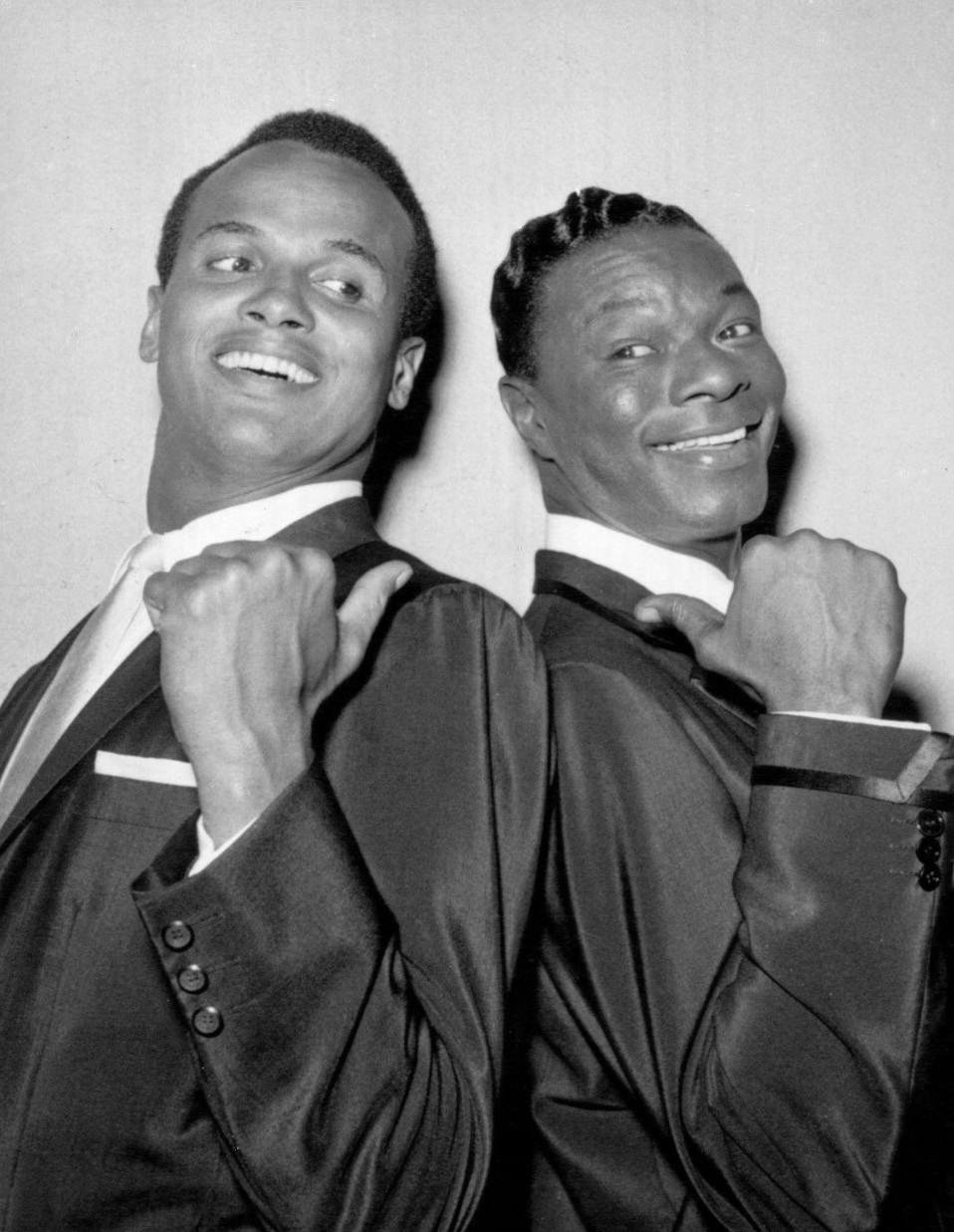
Avec le chanteur Harry Belafonte en 1957.

Nat King Cole naît le jour de la Saint-Patrick, le 17 mars 1919. On discute son année de naissance (on la donne parfois comme étant 1917) mais sa fille Natalie Cole affirme dans son autobiographie que son père est né en 1919. Les parents de Nat King Cole, le révérend Edward James Cole Sr et Perlina Adams, ont eu treize enfants dont seulement cinq ont vécu jusqu'à l'âge adulte. Il a trois frères : Eddie (1910–1970), Ike (1927–2001), et Freddy Cole (1931-2020). Son père est pasteur d'une église baptiste, dans laquelle sa mère dirige le chœur. C'est elle qui encourage son fils Nathaniel à apprendre le piano dès son plus jeune âge.
La famille Cole déménage dans le quartier de Bronzeville à Chicago. Ce quartier est au centre de la scène jazz et rhythm and blues de la ville. Nat et son frère Eddie écoutent la musique de Louis Armstrong et Jimmie Noone depuis une ruelle près de leur maison.
Il étudie le piano et l'orgue avec sa mère jusqu'à l'âge de 12 ans, et commence des études scolaires qui comprennent beaucoup de musique classique. Il acquiert de l'expérience en jouant de l'orgue chaque dimanche dans la nouvelle église de son père, l'église baptiste True Light. Il entre à l'École secondaire Wendell Phillips et crée un ensemble jazz, Nat Coles and His Rogues of Rhythm . L'ensemble bat Earl « Fatha » Hines dans un Battle of the Bands à la salle de danse Savoy. Cole reçoit le titre de Prince of the Ivories.

### Carrière

#### Débuts
Après avoir rencontré en 1936 la danseuse Nadine Robinson, sa première épouse, Nat King Cole se joint à son ensemble et avec elle, il participe à la revue musicale Shuffle Along, le premier spectacle à débuter à Broadway avec une distribution uniquement noire, en 1920. Quand le spectacle se termine à Los Angeles, Nathaniel Cole et Nadine Robinson décident de rester dans le sud de la Californie pour leurs débuts de carrières.
Nat Cole rencontre le guitariste Oscar Moore et le bassiste Wesley Prince en 1937 et les trois hommes forment un nouvel ensemble à la demande de Bob Lewis, le directeur de l'Auberge Swanee. Lewis crée un coup publicitaire en demandant que Nathaniel Cole porte une couronne et s'appelle Nat « King » Cole. La couronne ne survit pas mais son nouveau nom subsiste.
À contrecœur, il s'essaie à chanter avec son trio, sans savoir que c'est sa voix qui lui vaudra son plus grand succès. Il décide de poursuivre le chant pour ajouter de la variété à son ensemble qui est alors uniquement instrumental. C'est la meilleure décision de sa carrière.
L'ensemble est maintenant connu sous le nom de King Cole Trio et reçoit un contrat d'enregistrement à court terme avec le label Decca, avec qui les trois musiciens enregistrent Sweet Lorraine et Honeysuckle Rose. Ils signent par la suite avec le label Capitol Records et produisent Straighten Up and Fly Right. La chanson se vend à plus d'un million de copies dès la première année, et donne la preuve de l'importance de la voix de Nat King Cole. Toujours hésitant sur sa carrière comme chanteur, il continue à pratiquer le piano.
En 1942, Johnny Miller remplace Wesley Prince comme bassiste dans le King Cole Trio.

#### Le succès
Le 15 mars 1945, l'album du trio, The King Cole Trio (Vol. 1) devient le premier album numéro 1 sur le Premier Album Chart de Billboard. L'album suivant, The King Cole Trio (Vol. 2) sort en 1946 avec le succès de la chanson no1 (I Love You) For Sentimental Reason. Cet album comprend deux enregistrements très célèbres de Cole, The Christmas Song et (Get Your Kicks On) Route 66. Dans la première, Cole chante avec un orchestre à cordes pour la première fois. Des enregistrements orchestraux modifient ensuite le rôle du trio dans la carrière de Cole.
Cole devient l'animateur pour l'été (en remplacement de Bing Crosby) du spectacle radio de la chaîne Kraft Music Hall. Il joue à Las Vegas pour la première fois en 1946. Il refuse d'y retourner après avoir découvert que le directeur du casino ne permet pas aux Noirs d'y entrer. Ce n'est que le début d'une carrière au cours de laquelle il est confronté à de nombreux enjeux raciaux.
Nature Boy  sort en 1948 sur l'album The King Cole Trio (Vol. 3). Ce single commence à l'établir comme l'un des premiers artistes noirs à obtenir autant de succès auprès du public blanc de l'époque. Son succès de 1950, Mona Lisa, est une chanson qu'il n'aimait pas à l'origine. Mais la chanson se vend à plus de trois millions d'exemplaires, et devient une de ses chansons les plus connues. 1950 est une année importante avec la première tournée pour le trio en Europe et avec leur première visite à l'émission d'Ed Sullivan.
En 1951, le mot « Trio » disparait du titre, albums et spectacles créditent « Nat King Cole ». La même année, Cole sort l'album Unforgettable (en) et le single du même nom devient un autre exemple classique de sa musique et de son succès. L'album est consacré disque de platine en 1953. Cole fait sa première grande tournée en Europe comme soliste en 1954. À partir de 1958, il enregistre plusieurs albums en espagnol incluant Quizás, quizás, quizás d'Osvaldo Farrés, qui deviendra un classique.
Il est invité à chanter pour la reine Élisabeth II au palais Victoria en 1960 avec Liberace et Sammy Davis, Jr..

#### Télévision et cinéma
Nat King Cole est connu comme le quatrième afro-américain (avec Bob Howard (en), Hazel Scott et Billy Daniels (en)) à avoir sa propre émission de télévision, The Nat King Cole Show, qui débute sur NBC le 5 novembre 1956. Elle commence par avoir une durée de 15 minutes puis passe à 30 minutes par la suite, même si elle ne parvient pas à s'assurer une plage horaire constante sur NBC. The Nat King Cole Show survit à peu près un an, avant d'être arrêtée le 17 décembre 1957. Cet arrêt est dû au manque de sponsors, en liaison avec la réticence des grandes entreprises à soutenir un homme noir à la télévision. Cependant, Love Is The Thing est un album classé numéro 1 la même année.
Nat King Cole a fait partie de la distribution d'un grand nombre de films, parmi lesquels Killer Diller (en) (1948), La Femme au gardénia (1953), Le Joyeux Prisonnier (1953), * Énigme policière (The Scarlet Hour) de Michael Curtiz (1956), Istanbul (1957), China Gate (1957), St. Louis Blues (1958), et Cat Ballou (1965). Ce dernier film sort après sa mort. Nat King Cole joue du piano et chante souvent dans ses films.

#### Activisme politique
Après avoir déjà réalisé une performance vocale lors de la convention nationale républicaine de 1956 pour la réélection de Dwight D. Eisenhower, Nat King Cole s'associe avec John F. Kennedy après avoir chanté à la convention nationale démocrate en 1960 lorsque ce dernier est désigné comme candidat à la présidence. Cole chante ensuite pour l'investiture de Kennedy en 1961, avec Frank Sinatra et d'autres artistes célèbres. Kennedy et Cole deviennent de bons amis et Kennedy demande l'avis de Cole pour ce qui concerne le Mouvement des droits civiques aux États-Unis. Cole est très affecté par le décès de J.F.K. mais le nouveau président Lyndon B. Johnson qui lui succède continue à le solliciter sur cette question de la ségrégation raciale.

### Dernières années
En septembre 1964, la santé de Nat King Cole commence à se dégrader sérieusement. Il se plaint d'avoir mal au dos et il perd du poids. Cette situation coïncide avec une activité professionnelle intense et également une relation extra-conjugale (Cole s'était entiché d'une danseuse d'origine suédoise de 19 ans, Gunilla Hutton (en)) qui amène son épouse Maria à envisager un temps le divorce. À la suite d'un malaise occasionné après un concert au Sands à Las Vegas, Cole se décide à consulter, sur l'avis de ses amis, des médecins au mois de décembre lors de son passage à San Francisco. Les radiographies révélèrent la présence d'une tumeur maligne sur son poumon gauche d'une taille déjà très volumineuse. En réalité Cole est atteint d'un cancer du poumon dont l'origine est certainement son tabagisme très important. Les spécialistes ne lui accordent plus que quelques mois à vivre. Contre l'avis de ces derniers qui lui demandent de renoncer pour se soigner, il décide d'enregistrer les derniers titres de son dernier album, L-O-V-E, entre le 1er et le 3 décembre 1964 mais il ne voit pas l'album sortir au printemps 1965 tout comme le film Cat Ballou qu'il venait de tourner. Cole entre au St. John's Hospital (en) de Santa Monica le 7 décembre puis commence un traitement par bombardement au cobalt le 10. C'est son ami Frank Sinatra qui le remplace dans un de ses engagements. Malgré un état général qui s'aggrave, il rentre chez lui pour les fêtes de Noël où il découvre les nombreuses lettres, cartes et marques d'affection du public qui avait appris l'annonce de sa maladie. En janvier, il repart en traitement et prend également la décision de mettre fin à son aventure avec Hutton cherchant ainsi à se réconcilier avec son épouse. Pensant toujours guérir il envisage même de venir parler de son cancer à la télévision et d'inciter à ne surtout plus fumer. Le 25 janvier 1965, il subit une ablation de son poumon gauche ; le 1er février son père décède à cause de soucis cardiaques. Le jour de la Saint-Valentin, il quitte son lieu de traitement quelques heures pour aller voir la mer en compagnie de son épouse. Il succombe finalement le 15 février 1965, tôt le matin, à l'âge de 45 ans. Il est enterré au cimetière Forest Lawn à Glendale en Californie le 18 février.

### Vie personnelle
La vie personnelle de Cole est très publique. Une grande part de sa carrière tourne autour de sa place d'artiste noir dans une société où la ségrégation raciale est importante. Il est confronté à la discrimination raciale tout au long de sa vie.

#### Famille
Nat King Cole épouse d'abord Nadine Robinson en 1937 et en divorce en 1948. Il épouse ensuite Maria Hawkins Ellington en 1948 et reste marié avec elle jusqu'à sa mort en 1965. Maria donne naissance à Natalie, le 6 février 1950 à Los Angeles, et aux jumelles Casey et Timolin en 1961. Ils adoptent aussi Carol en 1951 (née en 1944) et Nathaniel Kelly en 1959. Le magazine Ebony publie l'article « Why We Adopted Kelly », écrit par Cole. Vers la fin de l'année 1964, Cole rencontre une danseuse de 19 ans, d'origine suédoise, Gunilla Hutton dont il tombe follement amoureux. Maria, son épouse légitime, apprenant cet adultère, envisage alors de divorcer. C'est alors que les symptômes du cancer du poumon qui allait l'emporter se déclarent, faisant oublier momentanément cette décision, d'autant qu'au début de 1965, il se réconcilie avec sa femme après que cette dernière a dû également subir la pression de Hutton qui lui demanda par téléphone de divorcer de Cole pour pouvoir vivre avec lui. Cole préféra mettre fin à sa relation extra-conjugale et envoya 5000 $ à Hutton en guise de dédommagement.

#### Épreuve sociale
Nat King Cole et sa famille emménagent dans le quartier prestigieux de Hancock Park à Los Angeles. À cette époque, ce quartier est uniquement occupé par des Blancs et les résidents ne veulent pas de la famille Cole. Aucune action légale n'étant possible, la famille Cole emménage dans sa nouvelle maison le 28 août 1948. Les résidents lui envoient alors une lettre dans laquelle ils indiquent qu'ils ne veulent pas avoir de personnes « indésirables » dans leur voisinage. La réaction de Cole est restée célèbre : il répond à ses voisins que s'il y en a dans la région, il le leur fera savoir.
Le 10 avril 1956, un groupe d'hommes blancs attaquent Cole pendant un concert à Birmingham en Alabama. Ils sont membres du White Citizens' Council de Birmingham. Cole affirme qu'il ne jouera plus jamais en Alabama à l'avenir. C'est également la dernière fois qu'il monte un concert dans le sud des États-Unis.

## Postérité
Nat King Cole reçoit le Grammy du couronnement d'une carrière en 1990, pour l'ensemble de son œuvre. L'année suivante, sa fille, Natalie Cole, sort un album qui comprend un duo virtuel sur la chanson de son père Unforgettable et l'album gagne le prix de l'album de l'année aux Grammy Awards. Le service postal des États-Unis crée un timbre pour honorer Cole en 1994.
Il est présenté au Rock and Roll Hall of Fame en 2000 comme influence du genre rock durant le XXe siècle.

## Discographie

### Albums
- 2010 : Anthology [Not Now Music]
- 2006 : Unforgettable [Castle]
- 2006 : Best of Nat King Cole [Cherished Class]
- 2005 : Mona Lisa [Pulse]
- 2005 : Christmas Song [Bonus Tracks]
- 2003 : Stepping out of a Dream
- 2003 : Nat King Cole at the Sands [Bonus Tracks]
- 2003 : In the Beginning [Bonus Tracks]
- 2002 : Sharing the Holidays With Nat King Cole and Friends
- 2002 : Nat King Cole at the Sands [Reissue]
- 2002 : Got a Penny
- 2002 : Embraceable You [Prestige]
- 2002 : Destination Moon
- 2001 : Jazz at the Philharmonic
- 2001 : After Midnight [Bonus Tracks]
- 1999 : Live at the Circle Room
- 1996 : Christmas Song [CEMA]
- 1995 : Merry Christmas from Cole & Fitzgerald
- 1995 : Magic of Nat King Cole
- 1995 : Live
- 1995 : Favorite Ballads [Excelsior]
- 1995 : Christmas with Nat and Ella
- 1995 : Christmas Is for Kids
- 1995 : 32 Live Original Songs
- 1994 : Sweet Georgia Brown
- 1992 : Christmas Song
- 1991 : Sweet Lorraine [Huub]
- 1991 : Canta Español
- 1990 : Spanish, Vol. 2
- 1990 : Spanish, Vol. 1
- 1989 : Nat King Cole: The Great Films and Shows
- 1989 : Let's Pretend
- 1988 : Christmas with Nat « King » Cole
- 1987 : Unreleased Nat King Cole
- 1984 : Trio Days
- 1981 : Walkin' My Baby Back Home
- 1981 : Nat King Cole: The Cool Cole
- 1978 : Nat King Cole Sings His Songs from « Cat Ballou »
- 1974 : Love Is Here to Stay
- 1971 : White Christmas
- 1969 : There, I've Said It Again
- 1969 : Smile
- 1967 : Thank You, Pretty Baby
- 1967 : Sincerely
- 1967 : Beautiful Ballads
- 1966 : Nat King Cole Sings Hymns and Spirituals
- 1966 : Nat Cole at J.A.T.P., Vol. 2
- 1966 : Nat Cole at J.A.T.P., Vol. 1
- 1966 : Great Ones!
- 1965 : Songs from Cat Ballou and Other Motion Pictures
- 1965 : L-O-V-E
- 1964 : Let's Face the Music!
- 1964 : I Don't Want to Be Hurt Anymore
- 1963 : Where Did Everyone Go?
- 1963 : Top Pops
- 1963 : Those Lazy-Hazy-Crazy Days of Summer
- 1963 : Sings My Fair Lady
- 1963 : Nat King Cole Sings the Blues, Vol. 2
- 1962 : Ramblin' Rose [Capitol]
- 1962 : Nat King Cole Sings the Blues, Vol. 1
- 1962 : More Cole Español
- 1962 : Dear Lonely Hearts
- 1961 : Touch of Your Lips
- 1961 : String Along with Nat « King » Cole
- 1961 : Nat King Cole Sings/George Shearing Plays
- 1960 : Wild Is Love
- 1960 : Tell Me All About Yourself
- 1960 : Nat King Cole at the Sands
- 1960 : Magic of Christmas
- 1960 : Every Time I Feel the Spirit
- 1959 : Welcome to the Club
- 1959 : Mis Amigos
- 1958 : Very Thought of You
- 1958 : To Whom It May Concern
- 1958 : Swingin' Side
- 1958 : St. Louis Blues
- 1958 : Cole Espanol & More, Vol. 1
- 1957 : This Is Nat « King » Cole
- 1957 : Love Is the Thing (And More)
- 1957 : Love Is the Thing
- 1957 : Live 1957 Broadcast
- 1957 : Lester Young-King Cole Trio
- 1957 : Just One of Those Things [LP]
- 1957 : Just One of Those Things
- 1957 : After Midnight
- 1956 : Piano Style of Nat King Cole [LP]
- 1956 : Piano Style of Nat King Cole
- 1956 : Ballads of the Day
- 1955 : Vocal Classics
- 1955 : Sings for Two in Love [12-Inch LP Version]
- 1955 : Penthouse Serenade [12-Inch LP Version]
- 1955 : Nat « King » Cole Sings
- 1954 : Sings for Two in Love (And More)
- 1952 : Penthouse Serenade [10-Inch LP Version]
- 1952 : Penthouse Serenade
- 1950 : Nat King Cole at the Piano
- 1948 : King Cole Trio, Vol. 3
- 1946 : King Cole Trio, Vol. 2
- 1944 : King Cole Trio [Capitol]

### Titresno1aux États-Unis

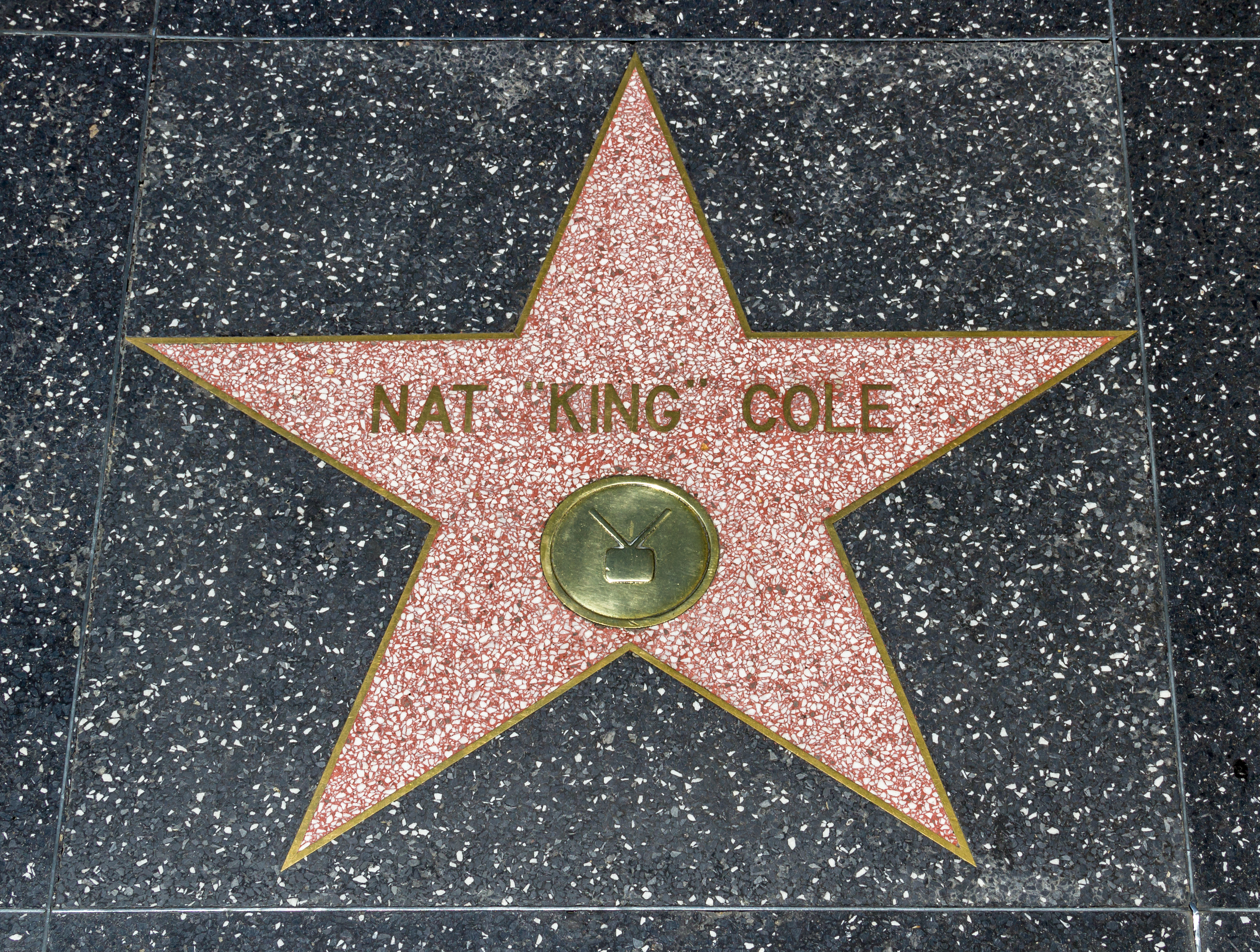
Son étoile sur Walk of Fame (Promenade de la célébrité) sur Hollywood Boulevard à Los Angeles en Californie.

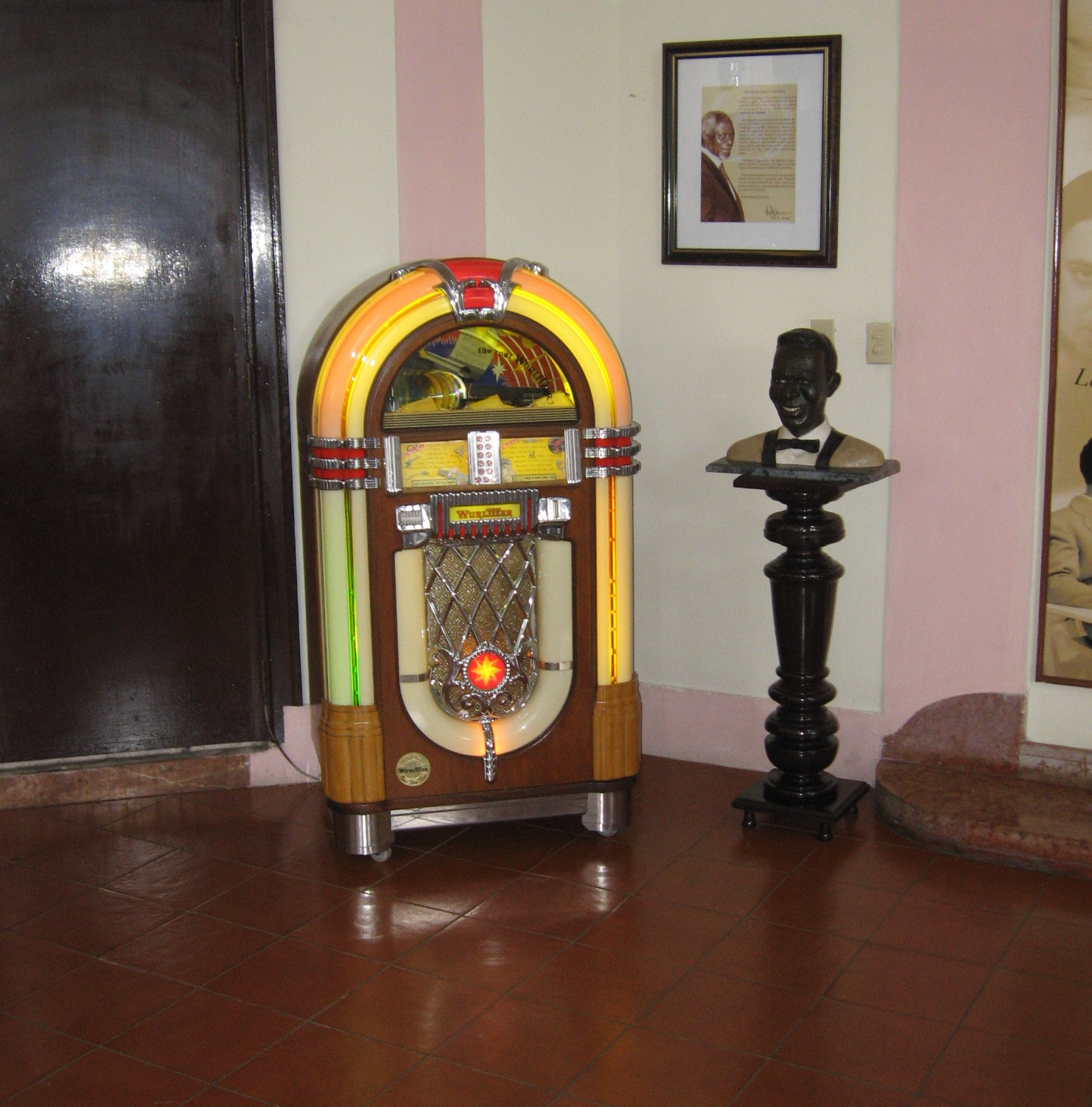
Son buste et son juke-box Wurlitzer, à l'Hotel Nacional de Cuba de La Havane.

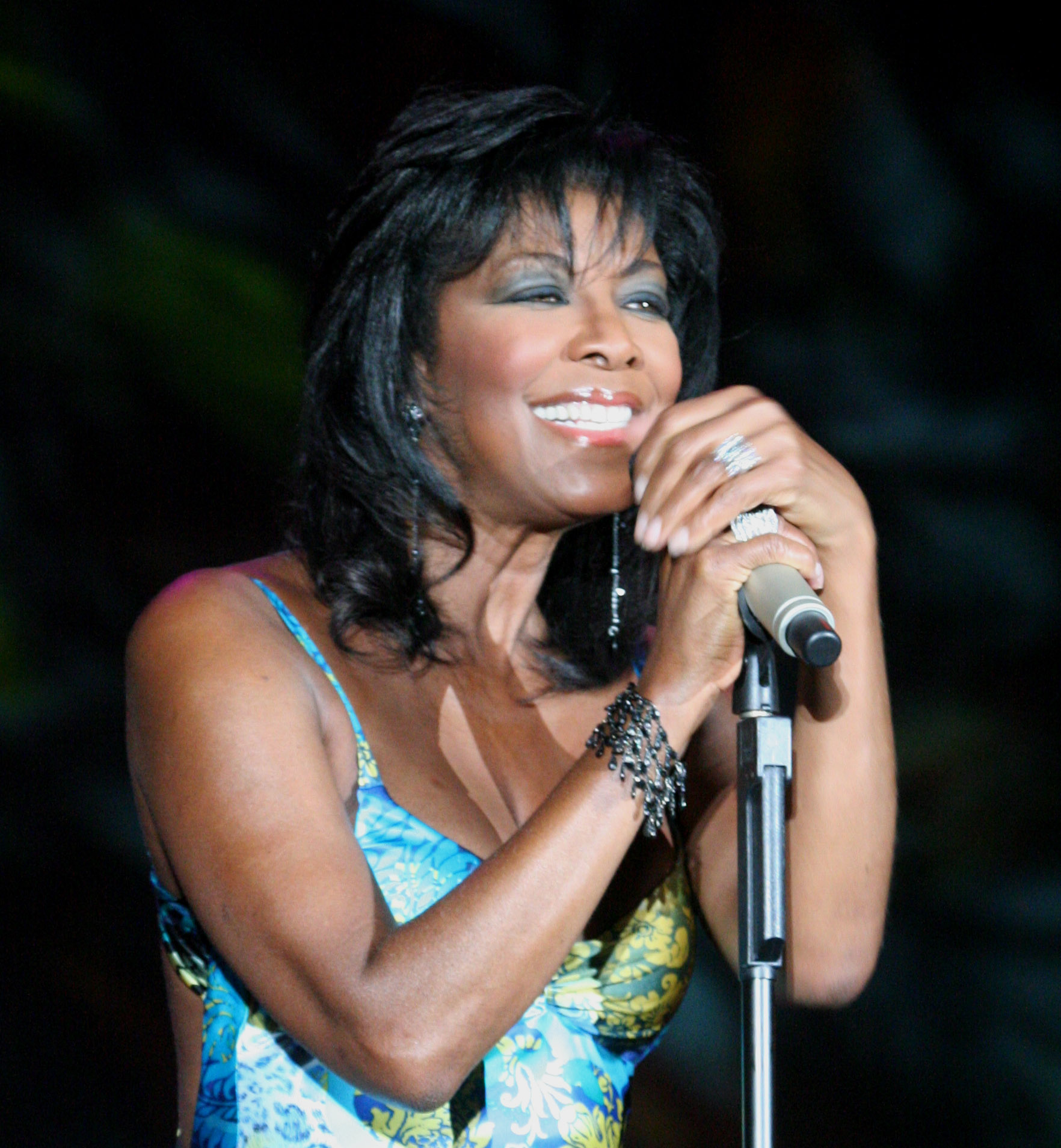
Sa fille, la chanteuse de jazz Natalie Cole, en 2007.

- (I Love You) For Sentimental Reason, février 1947[8]
- Nature Boy, mai/juin 1948
- Mona Lisa, juillet/août 1950
- Too Young, juin/juillet 1951

## Filmographie sélective
- 1953 : La Femme au gardénia (Blue Gardenia) de Fritz Lang
- 1953 : Le Joyeux Prisonnier (Small Town Girl) de László Kardos
- 1956 : Énigme policière (The Scarlet Hour) de Michael Curtiz
- 1957 : Istanbul de Joseph Pevney, avec Errol Flynn
- 1957 : Porte de Chine (China Gate) de Samuel Fuller
- 1958 : St. Louis Blues d'Allen Reisner, avec Ella Fitzgerald et Cab Calloway
- 1965 : Cat Ballou d'Elliot Silverstein

#### Bases de données et dictionnaires
- (en) Site officiel
- Ressources relatives à la musique :   - All About Jazz
  - AllMusic
  - Bandcamp
  - Carnegie Hall
  - Discografia Nazionale della Canzone Italiana
  - Discography of American Historical Recordings
  - Discogs
  - Grove Music Online
  - Last.fm
  - MusicBrainz
  - Muziekweb
  - Rate Your Music
  - Répertoire international des sources musicales
  - Rock Hall of Fame
- Ressources relatives à l'audiovisuel :   - AllMovie
  - Allociné
  - Filmportal
  - IMDb
- Ressources relatives au spectacle :   - Les Archives du spectacle
  - Internet Broadway Database
- Ressource relative à plusieurs domaines :   - Radio France
- Ressource relative à la bande dessinée :   - Comic Vine
- Ressource relative aux beaux-arts :   - Te Papa Tongarewa
- Notices dans des dictionnaires ou encyclopédies généralistes :   - American National Biography
  - BlackPast
  - Britannica
  - Brockhaus
  - Den Store Danske Encyklopædi
  - Deutsche Biographie
  - Dictionary of Sydney
  - Enciclopedia De Agostini
  - Encyclopedia of Alabama
  - Gran Enciclopèdia Catalana
  - Hrvatska Enciklopedija
  - Internetowa encyklopedia PWN
  - Larousse
  - Nationalencyklopedin
  - Munzinger
  - Proleksis enciklopedija
  - Store norske leksikon
  - Treccani
  - Universalis
- Notices d'autorité :   - VIAF
  - ISNI
  - BnF (données)
  - IdRef
  - LCCN
  - GND
  - Italie
  - Espagne
  - Belgique
  - Pays-Bas
  - Pologne
  - Israël
  - NUKAT
  - Australie
  - Norvège
  - Croatie
  - Tchéquie
  - Lettonie
  - WorldCat